# The Californian Ideology

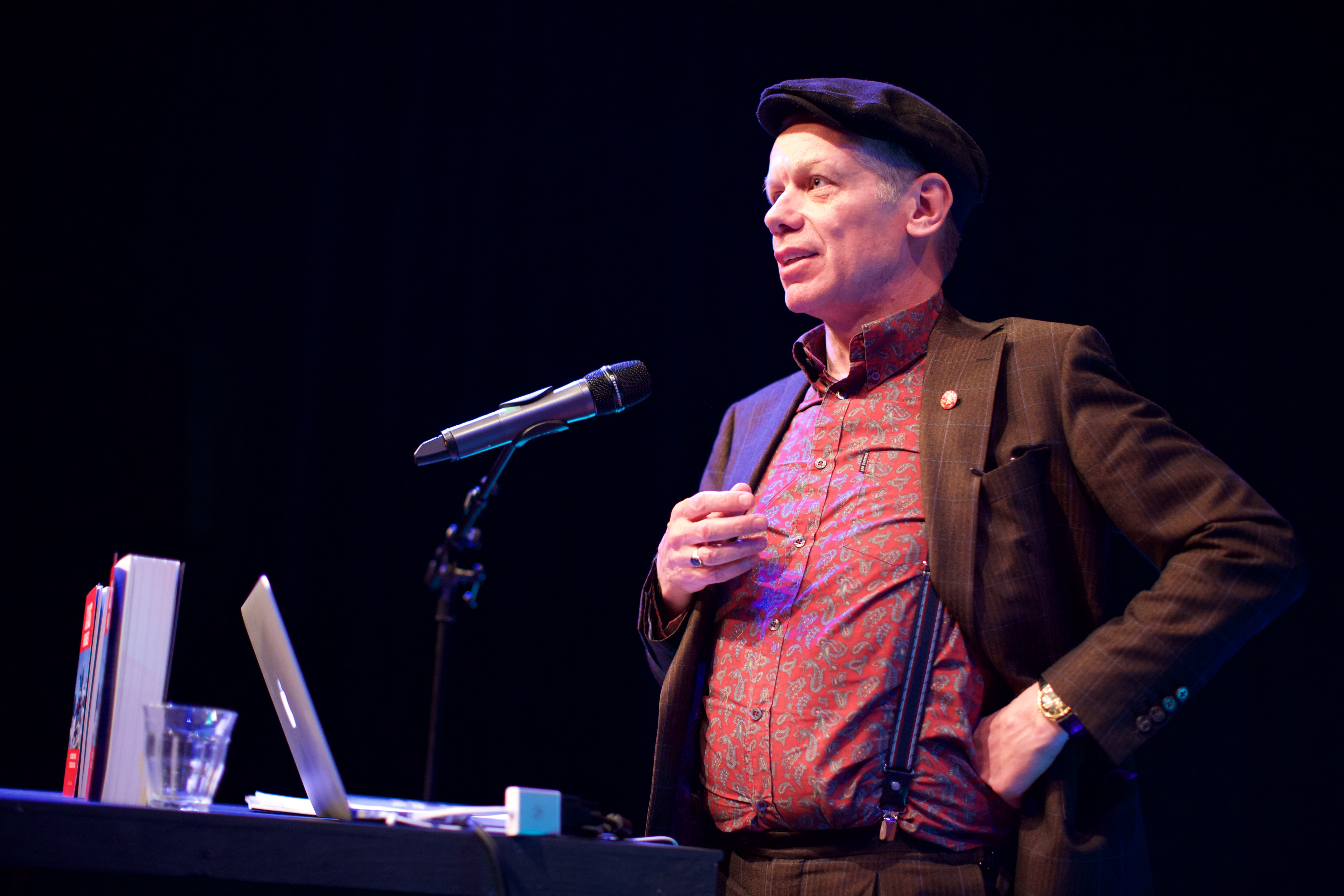
Richard Barbrook en una fotografia de 2015

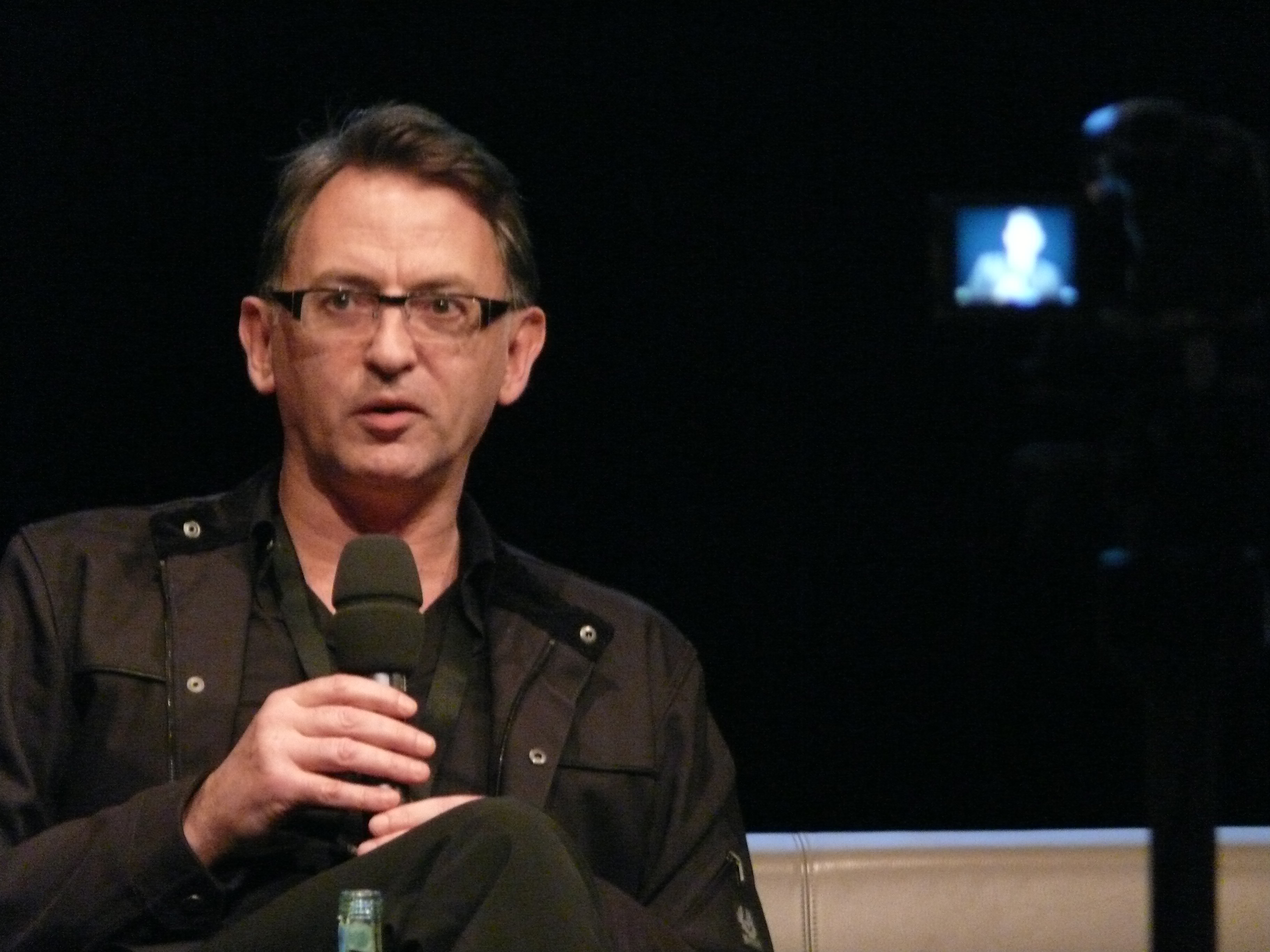
Andy Cameron en una fotografia de 2010

The Californian Ideology —traduible en català com «la ideologia californiana»— és un assaig publicat l'any 1995 pels teòrics dels mitjans de comunicació Richard Barbrook i Andy Cameron de la Universitat de Westminster. Barbrook el descriu com una "crítica del neoliberalisme puntcom". En l'assaig, Barbrook i Cameron argumenten que l'augment de tecnologies de xarxa a Silicon Valley a la dècada de 1990 va estar vinculat al neoliberalisme americà i a una paradoxal hibridació de l'esquerra i la dreta polítiques en forma de determinisme tecnològic esperançador.
L'assaig original es va publicar a la revista Mute l'any 1995 i més tard va aparèixer a la llista de correu nettime per ser debatuda. Se'n va publicar una versió final a Science as Culture l'any 1996. De llavors ençà la crítica ha tingut diverses revisions i s'ha traduït a diverses llengües.
Andrew Leonard de Salon.com va qualificar l'obra de Barbrook & Cameron com "una de les crítiques més profundes al hypesterisme digital neo-conservador mai publicades." Louis Rossetto, editor i editor anterior de la revista Wired, el va titllar amb vehemència com un cas de "vincle anal-retentiu amb la fallida anàlisi socioeconòmica vuitcentista" ("anal retentive attachment to failed 19th century social and economic analysis").

## Ressenya
Durant la dècada del 1990, els integrants de l'anomenada classe emprenedora de la indústria informàtica de Silicon Valley van promoure una ideologia que combina aspectes del discurs de Marshall McLuhan amb elements d'individualisme radical, llibertaris i de l'economia neoliberal, utilitzant publicacions com la revista Wired per a difondre les seves idees. Aquesta ideologia barreja concepcions de la Nova esquerra amb les de la Nova dreta mitjançant els seus elements comuns com la posició anti-estatista, la contracultura dels seixanta i l'utopisme tecnològic.
Els proponents creien que en una economia post-industrial i post-capitalista basada en el coneixement, l'explotació de la informació i el coneixement conduiria al creixement i la creació de riquesa reduint les velles estructures d'estat a favor de la connexió dels individus a través de comunitats virtuals.
Els seus crítics sostenen que The Californian Ideology ha enfortit el poder de les empreses sobre l'individu i ha augmentat l'estratificació social, a més ser molt clarament americèntrica. Barbrook argumenta que els integrants del digiterati (elits de la indústria informàtica) que abracen The Californian Ideology també ho fan amb una forma de modernisme reaccionari. Segons Barbrook, "El neoliberalisme americà sembla haver aconseguit amb èxit els objectius contradictoris de modernisme reaccionari: progrés econòmic i immobilitat social. Perquè atès que l'objectiu a llarg termini d'alliberar a tothom mai serà assolit, la direcció a curt termini dels digerati es pot mantenir per sempre."

## Influències
Segons Fred Turner, el sociòleg Thomas Streeter de la Universitat de Vermont apunta que The Californian Ideology va aparèixer com a part d'un corrent d'individualisme romàntic amb Stewart Brand com a influència clau. Adam Curtis connecta els orígens de The Californian Ideology a l'objectivisme de la filosofa Ayn Rand.

## Recepció
Tot i estar d'acord amb la tesi central de Barbrook&Cameron, David Hudson de Rewired pren cartes en l'assumpte en la seva descripció de la revista Wired com a representativa dels diferents punts de vista de la indústria. "El que Barbrook està dient entre línies és que les persones que tenen les regnes del poder a les mans en el món connectat... es guien per un constructe filosòfic completament esbiaixat." Hudson sosté que no hi ha una sola, sinó una multitud d'ideologies diferents en joc.
Andrew Leonard de Salon.com considera l'assaig com "una escomesa lúcida al flanc dret de la dominació d'internet pels digiterati llibertaris." i "una de les crítiques més penetrants al hypestarisme digital neoconservador que mai s'hagi publicat." Leonard també recalca la "càustica" resposta de Louis Rossetto, exeditor de la revista Wired.
Rossetto va publicar una refutació a la versió original publicada a Mute, titllant l'assaig de "una sortida totalment fora de lloc", "caiguda en el tipus de comentaris completament estúpids sobre les races a Amèrica que només els europeus més petulants poden intentar", "una absolutament risible reacció marxista/fabiana que no hi ha altra cosa que els info-que-tenen i els que-no-tenen", un "vincle anal-retentiu amb la fallida anàlisi socioeconòmica vuitcentista" i finalment, "una ignorància profunda d'economia".
Gary Kamiya, també de Salon.com, va reconèixer la validesa dels punts principals de l'assaig però, com Rossetto, Kamiya va atacar de Barbrook&Cameron que des d'un "rídícul marxisme acadèmic proclamin que el llibertarisme d'alta tecnologia representi un agreujament del racisme."
L'historiador d'arquitectura Kazys Varnelis de la Universitat de Colúmbia troba que malgrat la privatització defensada per The Californian Ideology, el creixement econòmic del Silicon Valley i Califòrnia van ser "fetes possible només a causa de l'explotació de l'immigrant pobre i el finançament de defensa... les subvencions del govern per a les empreses i l'explotació del no-ciutadà pobre: un model per administracions futures."
Al documental de l'any 2011 All Watched Over by Machines of Loving Grace, Curtis conclou que The Californian Ideology va fallar per haver posat massa altes les seves pretensions:
La promesa original de The Californian Ideology, era que els ordinadors ens alliberarien de totes les formes velles de control polític, i esdevindríem herois Randians, amos del nostre propi destí. En comptes d'això, avui, sentim l'oposat—que som components indefensos en un sistema global—un sistema que és controlat per una lògica rígida davant la qual som impotents per desafiar-la o canviar-la.